# Mylomys
Mylomys là một chi động vật có vú trong họ Muridae, bộ Gặm nhấm. Chi này được Thomas miêu tả năm 1906. Loài điển hình của chi này là Mylomys cuninghamei Thomas, 1906 (= Golunda dybowskii Pousargues, 1893).

## Các loài
Chi này gồm các loài: